# Basilius Niederberger
Basilius Niederberger (* 3. Juni 1893 in Stans als Franz Daniel Niederberger; † 17. November 1977 in Breitenbach SO) war ein Schweizer Benediktiner und Abt des Klosters Mariastein.

## Leben
Franz Daniel Niederberger wurde als Bürger von Dallenwil in Stans, Kanton Nidwalden, geboren. Er besuchte das Gymnasium bei den Kapuzinern in Stans und an der Stiftsschule des Benediktinerklosters Einsiedeln. 1915 trat er durch Eintritt in die Klostergemeinschaft von Mariastein, die sich damals im österreichischen Exil im St.-Gallus-Stift Bregenz befand, dem Orden der Benediktiner bei. Bei der Profess am 25. September 1916 nahm er den Ordensnamen Basilius an. Er studierte an der Universität Freiburg (Schweiz) Theologie, wurde 1920 in Freiburg zum Priester geweiht und 1922 mit der Dissertation «Die Logoslehre des hl. Cyrill von Jerusalem» promoviert.
In Bregenz war er darauf als Professor an der theologischen Hausschule des St.-Gallus-Stifts tätig. Auch nachdem er 1923 von Abt Augustinus Borer zum Prior ernannt worden war, setzte Basilius Niederberger seine Lehrtätigkeit fort. Am 31. März 1937 wurde er als Nachfolger von Abt Augustinus zum Abt von Mariastein gewählt.
Nachdem die Gestapo 1941 das St.-Gallus-Stift aufgelöst hatte, wurde den vertriebenen Mönchen vom Kanton Solothurn Asyl in ihrem 1874 aufgehobenen heimatlichen Kloster in Mariastein gewährt. 1944 konnte Abt Basilius in Mariastein das Noviziat eröffnen und 1945 auch die theologische Hausschule wieder einführen.
Von 1960 bis 1967 war er Präses der Schweizerischen Benediktinerkongregation. In dieser Funktion nahm Abt Basilius als Konzilsvater am Zweiten Vatikanischen Konzil teil.
Erst nach langen Verhandlungen und einer solothurnischen Volksabstimmung vom 7. Juni 1970 konnte das Kloster Mariastein auch staatsrechtlich wiederhergestellt werden.
Nach der feierlichen Wiederherstellung der Abtei am 21. Juni 1971 trat Abt Basilius am 8. Juli desselben Jahres altershalber zurück. Seine letzten Lebensjahre verbrachte er hauptsächlich im Schwesternhaus von Höngen bei Laupersdorf. Er starb im Krankenhaus von Breitenbach und ist in Mariastein bestattet.